# (17098) Ikedamai
(17098) Ikedamai (1999 JE34) – planetoida z pasa głównego asteroid okrążająca Słońce w ciągu 4,15 lat w średniej odległości 2,58 j.a. Odkryta 10 maja 1999 roku.